# Isle of Arran (Schiff)
Die Isle of Arran ist eine Ro-Pax-Fähre der Reederei CalMac Ferries. Das Schiff gehört Caledonian Maritime Assets in Port Glasgow, die es auch bereedern. Eingesetzt wird das Schiff von CalMac Ferries in den Sommermonaten im Liniendienst zwischen Ardrossan nach Brodick auf der Isle of Arran und Campbeltown auf der Kintyre-Halbinsel. In den Wintermonaten dient es überwiegend als Ersatzschiff auf anderen Strecken.

## Geschichte
Das Schiff wurde unter der Baunummer 491 auf der Werft Ferguson-Ailsa in Port Glasgow gebaut. Die Kiellegung erfolgte am 23. Dezember 1982, Taufe und Stapellauf am 2. Dezember 1983. Taufpatin war Joanna Younger, die Tochter des damaligen Schottland-Ministers George Younger. Benannt ist es nach der im Firth of Clyde gelegenen Insel Arran. Das Schiff wurde im April 1984 fertiggestellt und abgeliefert. Die Baukosten beliefen sich auf £ 6,7 Mio.
Das Schiff wurde am 13. April 1984 auf der Strecke zwischen Ardrossan und Brodick in Dienst gestellt. Es ersetzte die zuvor auf der Strecke eingesetzte, 1964 gebaute Clansman.
Im August 1993 wurde die Isle of Arran auf der Strecke durch die Caledonian Isles ersetzt. Die Fähre verkehrte nun in den Sommermonaten in erster Linie zwischen dem auf der Halbinsel Kintyre am West Loch Tarbert gelegenen Kennacraig und den auf der zu den Inneren Hebriden zählenden Insel Islay gelegenen Port Ellen und Port Askaig. Sie ersetzte hier die 1978 gebaute Claymore, die noch über Seitenrampen be- und entladen wurde. In den Wintermonaten wurde die Fähre als Ersatzschiff auf anderen Strecken eingesetzt.
2001 wurde die Isle of Arran auf der Strecke nach Islay durch die Hebridean Isles ersetzt. Die Isle of Arran wurde anschließend in erster Linie als Ersatzschiff weitergenutzt. Im Sommer 2002 wurde sie versuchsweise als drittes Schiff neben der Isle of Mull und der Clansman von Oban aus eingesetzt. Ab 2003 wurde die Lord of the Isles von Oban aus eingesetzt. Die Isle of Mull wurde in den Sommermonaten nun wieder auf der Strecke nach Islay genutzt, die sie gemeinsam mit der Hebridian Isles bediente, und diente in den Wintermonaten weiter als Ersatzschiff auf anderen Strecken. Seit 2013 wird das Schiff in den Sommermonaten zwischen Ardrossan und Brodick bzw. Campbeltown eingesetzt.

## Technische Daten und Ausstattung
Das Schiff wird von zwei Viertakt-Achtzylinder-Dieselmotoren des Herstellers Mirrlees Blackstone (Typ: 8MB275) mit jeweils 1756 kW Leistung angetrieben. Die Motoren wirken über ein Untersetzungsgetriebe auf zwei Verstellpropeller. Das Schiff ist mit einem Bugstrahlruder ausgerüstet. Für die Stromerzeugung an Bord stehen mehrere Dieselgeneratoren zur Verfügung.
Das Schiff verfügt über ein durchgehendes Fahrzeugdeck mit 120 Spurmetern, auf dem auf fünf Fahrspuren 76 Pkw Platz finden. Das Fahrzeugdeck ist über eine Bug- und eine Heckrampe zugänglich. Vor der Bugrampe befindet sich ein Bugvisier, das nach oben geöffnet werden kann. Das Fahrzeugdeck ist größtenteils mit den Decksaufbauten überbaut. Lediglich der hintere Bereich ist nach oben offen.
Oberhalb des Fahrzeugdecks befinden sich die Decks mit Einrichtungen für die Passagiere und die Schiffsbesatzung sowie die Brücke. Für die Passagiere stehen u. a. ein Selbstbedienungsrestaurant und ein Aufenthaltsraum sowie offene Deckbereiche mit Sitzgelegenheiten zur Verfügung. Die Passagierkapazität des Schiffes beträgt 448 Personen, die Besatzungsstärke ist mit 20 Personen angegeben.